# 四酸化三コバルト
四酸化三コバルト（しさんかさんコバルト、英: tricobalt tetroxide）は、化学式が Co3O4 と表されるコバルトの酸化物である。黒色の固体で、コバルト(II)とコバルト(III)の両方を含む混合原子価化合物である。形式的には CoIICoIII2O4 と書くことができる。

## 構造
Co3O4 は、酸化物イオンの立方最密充填単位格子の八面体間隙に Co3+ イオン、四面体間隙に Co2+ イオンが配置したスピネル型構造をとる。

## 合成
酸化コバルト(II)を空気中で600-700 °C付近に熱すると生じる。900 °C以上にすると酸化コバルト(II)のほうが安定化する。